# كاثلين سوريانو
كاثلين سوريانو (بالإنجليزية: Kathleen Soriano)‏ هي مقدمة تلفزيونية بريطانية، ولدت في 18 يوليو 1963.